# Scherma ai Giochi della XVI Olimpiade - Sciabola a squadre maschile
La competizione della sciabola a squadre maschile  di scherma ai Giochi della XVI Olimpiade si tenne il giorno 3 dicembre 1956 al Royal Exhibition Building di Melbourne.

## Risultati

### 1º Turno
Tre gruppi, le prime due squadre classificate accedevano alle semifinali.

#### Gruppo A
Classifica
| Pos. | Nazione     | Nota     |
| ---- | ----------- | -------- |
| -    | Ungheria    |          |
| -    | Stati Uniti |          |
| -    | Colombia    | Ritirata |

#### Gruppo B
Classifica
| Pos. | Nazione       | Vittorie | VI | SI | Incontri           | Incontri          | Incontri                 | Incontri |
| Pos. | Nazione       | Vittorie | VI | SI | Polonia (bandiera) | Italia (bandiera) | Gran Bretagna (bandiera) |          |
| ---- | ------------- | -------- | -- | -- | ------------------ | ----------------- | ------------------------ | -------- |
| 1    | Polonia       | 1        | 12 | 4  | X                  | ND                | 12-4                     |          |
| 2    | Italia        | 1        | 8  | 8  | ND                 | X                 | 8-8                      |          |
| 3    | Gran Bretagna | 0        | 12 | 20 | 4-12               | 8-8               | X                        |          |

Incontri
| Atleti (Vittorie individuali)                                                         | Nazione            | VT     | VT     | Nazione                  | Atleti (Vittorie individuali)                                                |
| ------------------------------------------------------------------------------------- | ------------------ | ------ | ------ | ------------------------ | ---------------------------------------------------------------------------- |
| Zygmunt Pawlas (4), Jerzy Pawłowski (3) Wojciech Zabłocki (3), Andrzej Piątkowski (2) | Polonia (bandiera) | 12     | 4      | Gran Bretagna (bandiera) | Olgierd Porebski (2), Bill Hoskyns (1) Ralph Cooperman (1), Allan Jay (0)    |
| Roberto Ferrari (3), Domenico Pace (3) Mario Ravagnan (2), Giuseppe Comini (0)        | Italia (bandiera)  | 8 (66) | 8 (62) | Gran Bretagna (bandiera) | Ralph Cooperman (3), Olgierd Porebski (2) Raymond Paul (2), Bill Hoskyns (1) |

#### Gruppo C
Classifica
| Pos. | Nazione          | Vittorie | VI | SI | Incontri                    | Incontri           | Incontri             | Incontri |
| Pos. | Nazione          | Vittorie | VI | SI | Unione Sovietica (bandiera) | Francia (bandiera) | Australia (bandiera) |          |
| ---- | ---------------- | -------- | -- | -- | --------------------------- | ------------------ | -------------------- | -------- |
| 1    | Unione Sovietica | 1        | 14 | 2  | X                           | ND                 | 14-2                 |          |
| 2    | Francia          | 1        | 9  | 1  | ND                          | X                  | 9-1                  |          |
| 3    | Australia        | 0        | 3  | 23 | 2-14                        | 1-9                | X                    |          |

### Semifinali
Due gruppi, le prime due squadre classificate accedevano al girone finale.

#### Gruppo A
Classifica
| Pos. | Nazione          | Vittorie | VI | SI | Incontri           | Incontri                    | Incontri          | Incontri |
| Pos. | Nazione          | Vittorie | VI | SI | Francia (bandiera) | Unione Sovietica (bandiera) | Italia (bandiera) |          |
| ---- | ---------------- | -------- | -- | -- | ------------------ | --------------------------- | ----------------- | -------- |
| 1    | Francia          | 2        | 17 | 13 | X                  | 9-7                         | 8-6               |          |
| 2    | Unione Sovietica | 1        | 16 | 16 | 7-9                | X                           | 9-7               |          |
| 3    | Italia           | 0        | 13 | 17 | 6-8                | 7-9                         | X                 |          |

Incontri
| Atleti (Vittorie individuali)                                                  | Nazione                     | VT | VT | Nazione                     | Atleti (Vittorie individuali)                                                  |
| ------------------------------------------------------------------------------ | --------------------------- | -- | -- | --------------------------- | ------------------------------------------------------------------------------ |
| Jacques Lefèvre (4), Jacques Roulot (2) Claude Gamot (2), Bernard Morel (1)    | Francia (bandiera)          | 9  | 7  | Unione Sovietica (bandiera) | David Tyšler (2), Lev Kuznecov (2) Jevhen Čerepovs'kyj (2), Jakov Ryl'skij (1) |
| David Tyšler (3), Jevhen Čerepovs'kyj (2) Jakov Ryl'skij (2), Lev Kuznecov (2) | Unione Sovietica (bandiera) | 9  | 7  | Italia (bandiera)           | Luigi Narduzzi (3), Gastone Darè (2) Roberto Ferrari (2), Domenico Pace (0)    |
| Jacques Lefèvre (3), Jacques Roulot (3) Claude Gamot (2), Bernard Morel (0)    | Francia (bandiera)          | 8  | 6  | Italia (bandiera)           | Roberto Ferrari (3), Mario Ravagnan (2) Gastone Darè (1), Luigi Narduzzi (0)   |

#### Gruppo B
Classifica
| Pos. | Nazione     | Vittorie | VI | SI | Incontri            | Incontri           | Incontri               | Incontri |
| Pos. | Nazione     | Vittorie | VI | SI | Ungheria (bandiera) | Polonia (bandiera) | Stati Uniti (bandiera) |          |
| ---- | ----------- | -------- | -- | -- | ------------------- | ------------------ | ---------------------- | -------- |
| 1    | Ungheria    | 1        | 9  | 1  | X                   | ND                 | 9-1                    |          |
| 2    | Polonia     | 1        | 10 | 6  | ND                  | X                  | 10-6                   |          |
| 3    | Stati Uniti | 0        | 7  | 19 | 1-9                 | 6-10               | X                      |          |

Incontri
| Atleti (Vittorie individuali)                                                          | Nazione             | VT | VT | Nazione                | Atleti (Vittorie individuali)                                                |
| -------------------------------------------------------------------------------------- | ------------------- | -- | -- | ---------------------- | ---------------------------------------------------------------------------- |
| Wojciech Zabłocki (3), Marian Kuszewski (3) Andrzej Piątkowski (2), Zygmunt Pawlas (2) | Polonia (bandiera)  | 10 | 6  | Stati Uniti (bandiera) | Tibor Nyilas (3), George Worth (2) Abe Cohen (1), Richard Dyer (0)           |
| Attila Keresztes (3), Aladár Gerevich (3) Rudolf Kárpáti (2), Jenő Hámori (1)          | Ungheria (bandiera) | 9  | 1  | Stati Uniti (bandiera) | Allan Kwartler (1), Richard Dyer (0) Norman Cohn-Armitage (0), Abe Cohen (0) |

### Girone Finale
Classifica
| Pos.    | Nazione          | Vittorie | VI | SI | Incontri            | Incontri           | Incontri                    | Incontri           |
| Pos.    | Nazione          | Vittorie | VI | SI | Ungheria (bandiera) | Polonia (bandiera) | Unione Sovietica (bandiera) | Francia (bandiera) |
| ------- | ---------------- | -------- | -- | -- | ------------------- | ------------------ | --------------------------- | ------------------ |
| Oro     | Ungheria         | 3        | 30 | 15 | X                   | 9-4                | 9-7                         | 12-4               |
| Argento | Polonia          | 2        | 23 | 22 | 4-9                 | X                  | 9-7                         | 10-6               |
| Bronzo  | Unione Sovietica | 1        | 22 | 25 | 7-9                 | 7-9                | X                           | 8-7                |
| 4       | Francia          | 0        | 17 | 30 | 4-12                | 6-10               | 7-8                         | X                  |

Incontri
| Atleti (Vittorie individuali)                                                       | Nazione                     | VT | VT | Nazione                     | Atleti (Vittorie individuali)                                                       |
| ----------------------------------------------------------------------------------- | --------------------------- | -- | -- | --------------------------- | ----------------------------------------------------------------------------------- |
| Wojciech Zabłocki (3), Jerzy Pawłowski (3) Marian Kuszewski (2), Ryszard Zub (1)    | Polonia (bandiera)          | 9  | 7  | Unione Sovietica (bandiera) | Jevhen Čerepovs'kyj (2), Jakov Ryl'skij (3) Leonid Bogdanov (1), Lev Kuznecov (1)   |
| Attila Keresztes (4), Pál Kovács (4) Aladár Gerevich (2), Dániel Magay (2)          | Ungheria (bandiera)         | 12 | 4  | Francia (bandiera)          | Jacques Lefèvre (2), Jacques Roulot (1) Bernard Morel (1), Claude Gamot (0)         |
| Attila Keresztes (3), Rudolf Kárpáti (3) Jenő Hámori (2), Pál Kovács (1)            | Ungheria (bandiera)         | 9  | 7  | Unione Sovietica (bandiera) | Lev Kuznecov (3), Jakov Ryl'skij (2) Jevhen Čerepovs'kyj (1), David Tyšler (1)      |
| Zygmunt Pawlas (3), Wojciech Zabłocki (3) Jerzy Pawłowski (2), Marian Kuszewski (2) | Polonia (bandiera)          | 10 | 6  | Francia (bandiera)          | Jacques Lefèvre (2), Bernard Morel (2) Claude Gamot (1), Jacques Roulot (1)         |
| Jevhen Čerepovs'kyj (3), Jakov Ryl'skij (2) Lev Kuznecov (2), David Tyšler (1)      | Unione Sovietica (bandiera) | 8  | 7  | Francia (bandiera)          | Jacques Roulot (3), Jacques Lefèvre (2) Claude Gamot (2), Bernard Morel (0)         |
| Pál Kovács (3), Rudolf Kárpáti (2) Aladár Gerevich (2), Attila Keresztes (2)        | Ungheria (bandiera)         | 9  | 4  | Polonia (bandiera)          | Wojciech Zabłocki (2), Jerzy Pawłowski (1) Marian Kuszewski (1), Zygmunt Pawlas (0) |